# William von Eggers Doering
William von Eggers Doering (Fort Worth, 22 de junho de 1917 – 3 de janeiro de 2011) foi um químico estadunidense. Foi professor emérito da Universidade Harvard e catedrático de seu departamento de química. Anteriormente foi professor da Universidade Columbia (1942–1952) e Universidade Yale (1952–1968).
É conhecido no campo da química orgânica por seu trabalho na síntese total da quinina com Robert Burns Woodward. Tendo publicado seu primeiro artigo científico em 1939 e seu último em 2008, detém a rara distinçao de ter sido autor de artigos científicos durante oito diferentes décadas.
Algumas de suas descobertas incluem a elucidação da estrutura do íon tropilium, a descoberta do diclorocarbeno, do bullvaleno e do fulvaleno, e a descoberta do mecanismo da oxidação de Baeyer–Villiger.
Recebeu o título de doutor honoris causa do Instituto de Tecnologia de Karlsruhe.